# Sân bay Oğuzeli
Sân bay quốc tế Gaziantep Oğuzeli (IATA: GZT, ICAO: LTAJ) (tiếng Thổ Nhĩ Kỳ: Gaziantep Oğuzeli Uluslararası Havalimanı) là một sân bay ở Gaziantep, Thổ Nhĩ Kỳ. Sân bay này được khánh thành năm 1976, cách thành phố 20 km.
Nhà ga hành khách có diện tích 5.799 m² và có bãi đỗ cho 400 xe hơi. Sân bay này được mở rộng năm 1998 và thành sân bay quốc tế năm 2006. Năm 2006, tổng cộng có 4.613 lượt chuyến với 466.584 lượt khách.

## Các hãng hàng không và các tuyến điểm
- Blue Wings (Düsseldorf)
- Cyprus Turkish Airlines (Ercan, London-Stansted)
- Onur Air (Istanbul-Atatürk)
- Pegasus Airlines (Istanbul-Sabiha Gökçen)
  - Pegasus Airlines do Izair cung ứng (Izmir)
- Turkish Airlines (Ankara, Istanbul-Ataturk, Istanbul-Sabiha Gökçen)
  - Turkish Airlines do SunExpress cung ứng (Izmir)